# Нова Гута (Чемеровецька селищна громада)
Нова́ Гу́та — село в Україні, у Чемеровецькій селищній громаді Кам'янець-Подільського району Хмельницької області.

## Назва
В давнину село звалось Шкляна Гута – назва пов‘язана з тим, що тут знаходяться родовища кварцового піску, який придатний для виробництва скла. В селі є багато прізвищ Гутник та Шклярук.
Назва Шкляна Гута зберігалась до кінця ХVІІІ століття, а коли поряд з‘явиласи ще одна Гута, село перейменували на Нову Гуту.

## Географія
Село розташоване на захід від Смотрича на правому березі річки Смотрич. Неподалік села проходить автомобільний шлях територіального значення Т 2308. Село Нова Гута знаходиться за 36 км від Чемерівців, 6 кілометрів від залізничної станції Балин, та 28 кілометрів від міста Кам'янець-Подільський.
Надра багаті на поклади кварцового піску.

### Клімат
Нова Гута знаходяться в межах вологого континентального клімату із теплим літом, але діяльність людини призводить до поганих змін та глобального потепління.

## Історія
Певних документальних відомостей про початок заселення не знайдено. За переказами село засноване в 1256 році. Це зафіксована дата руйнації ханом Куремзою замку в Смотричі. Хан в 1256 році йшов на зустріч в Шумську з князем Васильком, сином Данила Галицького, руйнуючи всі укріплені замки (крім Смотрича, був зруйнований замок в Бакоті). Втікачі зі Смотрича довгий час переховувались в глибоких ярах та заснували поселення Шкляна Гута.
Назва Шкляна Гута зберігалась до кінця ХVІІІ століття.
Селяни були звільнені від кріпосного права в 1861 році. На честь цієї події в багатьох селах Поділля на в'їздах встановлювали пам'ятні фігури, такі збереглись в селах: Нігин, Черче. Ця традиція помаленьку відновлюється, встановлюються статуї Божої Матері чи інші фігури.
Внаслідок поразки визвольних змагань на початку XX століття, село надовго окуповане російсько-більшовицькими загарбниками.
Радянська окупація принесла колективізацію та розкуркулення, мешканці села зазнали репресій. Багатьох частинах Поділля відбувались масові селянські повстання, проти радянської влади.
В 1932–1933 селяни села пережили голодомор.
Після завершення Другої світової війни у 1946—1947 роках мешканці села вчергове пережили голод.
З 1991 року в складі незалежної України.
15 вересня 2016 року шляхом об'єднання сільських територіальних громад, село увійшло до складу Чемеровецької селищної громади. Об'єднання в громаду має створити умови для формування ефективної і відповідальної місцевої влади, яка зможе забезпечити комфортне та безпечне середовище для проживання людей.
До адміністративної реформи 19 липня 2020 року село належало до Чемеровецького району, після його ліквідації, увійшло до складу Кам'янець-Подільського району.

## Населення
Населення становить 161 осіб на 2001 рік.

### Мова
У селі поширені західноподільська говірка та південноподільська говірка, що відносяться до подільського говору, який належить до південно-західного наріччя.
100 % населення вказало своєю рідною мовою українську мову.

## Мікротопоніміка
Історично селище складається з чотирьох частин: Гора, Гребінницька, Гутяча (наголос на другому складі), Молдаванська або Мартинова. Характерна особливість села – всі вулиці знаходяться в ярах або по берегах ярів.
Гора – кут села на півдні населеного пункту (південний берег Барткового яру), де жили ковалі і гончарі. До тепер в цьому місці виорюються брили заліза.
Гребінницька – кут села, розміщенний над Гребінницьким яром, східна частина. Топонім походить від того, що в давні часи тут проживав чоловік, який варив коров‘ячі та волячі роги, розрівнював їх і робив гребінці. В селі збереглось прізвище Гребінник.
Гутяча вулиця – куток села на північ поселення в Гутячому або Франьовому яру, назва походить від того, що в цьому місці жили гутники.
Молдаванська або Мартинова вулиця – кут села на захід поселення (північний берег Барткового яру). Ймовірно, на кутку проживав виходець з Молдови, та частіше вживається все ж Мартинова. Назва походить від власного імені Мартин, котрий проживав в цьому місці.
Долини, ліси, левади, поля, яри, гори, горби.
Великий яр – яр в полю, на південний захід від села в сторону Антонівки , названий так через його топографічні особливості: це найбільший яр на території села.
Бартків яр – яр на захід в сторону Чорної, назва походить від того, що яр проходив через поле, яким володів Бартко.
Грибінницький яр – яр на півночі поселення в сторону села Діброва (стара назва Вовкотруби), назва походить від того, що яр проходив через поле, яким володів Грибінницький.
Ґронського яр – яр на північний захід, паралельно до Гребінницького, знаходиться між Гайовим (стара назва Мар‘янівка) і Вовкотрубами. Назва походить від того, що яр проходив, через поле, яким володів Ґронський.
Гутячий (Франів яр) – яр, в сторону Слобідки Смотрицької, назва походить від того, що яр проходив через поле Франя.
Євина долина - широка долина на північ в сторону Гайового, де раніше росли верби (іва, єва).
Цибульки – поле на захід в сторону Слобідки Смотрицької. Назва походить від того, що на цьому місці був в давнину ліс, порослий густими зарослями підсніжників, який вирубали і розорали, після чого ще довго виорювались цибульки.
Ґаґар – урочище на південь, якраз там, де закінчується Великий яр, в сторону Антонівки, колись ріс дубовий ліс. Походження назви втрачене.
Щербатого порба – зруб в сторону Чорної на Товтрах. Назва походить від прізвиська Щербатий, чоловіка, чия порба то була.
Слободецька товтра – гора на північний захід поселення, в сторону Слобідки, звідки і назва.
Гутянська товтра – гора на захід, знаходиться ближче до Гути.
Товтерка – гора, знаходится на південий захід від села. Назва походить від того, що товтра невеличка за розмірами.
Кар‘єр – урочище на північ, на Вовкотруби. Топонім походить від того, що люди тут нелегально беруть пісок.
Свинячий хутір – знаходився за 4 км від Нової Гути по дорозі з Гайового на Смотрич. На хуторці проживало 3-5 хазяїв, але поселення було знищене десь 1920 року більшовиками, для того не було підтримки партизанському опору проти більшовицької влади. Походження топоніму втрачено.
Гідроніми (річки, озера, джерела, болота і болітця, рудки, потічки, стави)
Ковальова криниця – джерело, знаходиться над Бартковим яром. Назва пішла від того, що упорядкував і обмурував джерело коваль.
Сидорукова криниця – криниця кам‘яна, викопана років 25-30 тому, глибиною 22 метри. Копала вся вулиця, але назву носить від прізвища чоловіка, що на території чийого саду викопана. Знаходиться на Мартиновій вулиці.
Срульова криниця – джерело, досить потужне (в свій час все село брало воду), яке б‘є з-під скали. Назва походить від того, що облаштував джерело Сруль (до війни в селі проживала одна єврейська сім‘я). Знаходиться в центрі села на вигоні, тут же прикра гора без назви.
Яндрушкова криниця – джерело. Знаходиться на іншому вигоні - на західному березі Франьового яру (Гутяча вулиця). Топонім пішов від того, що облаштував криницю Яндрушко (Андрій).
Річка – потічок, який бере початок в урочищі Євина долина біля села Гайове, протікає через усе село, вбираючи всі притоки з кожного яру, вже біля села Гута носить назву Гутянська, впадає в річку Яромирка, притоку Смотрича.

## Природоохоронні території
Село лежить у межах національного природного парку «Подільські Товтри».

## Відомі особистості
В поселенні народилась:
- Григор'єва Ганна Савівна (* 1949) — українська вчена-хімік.

## Галерея

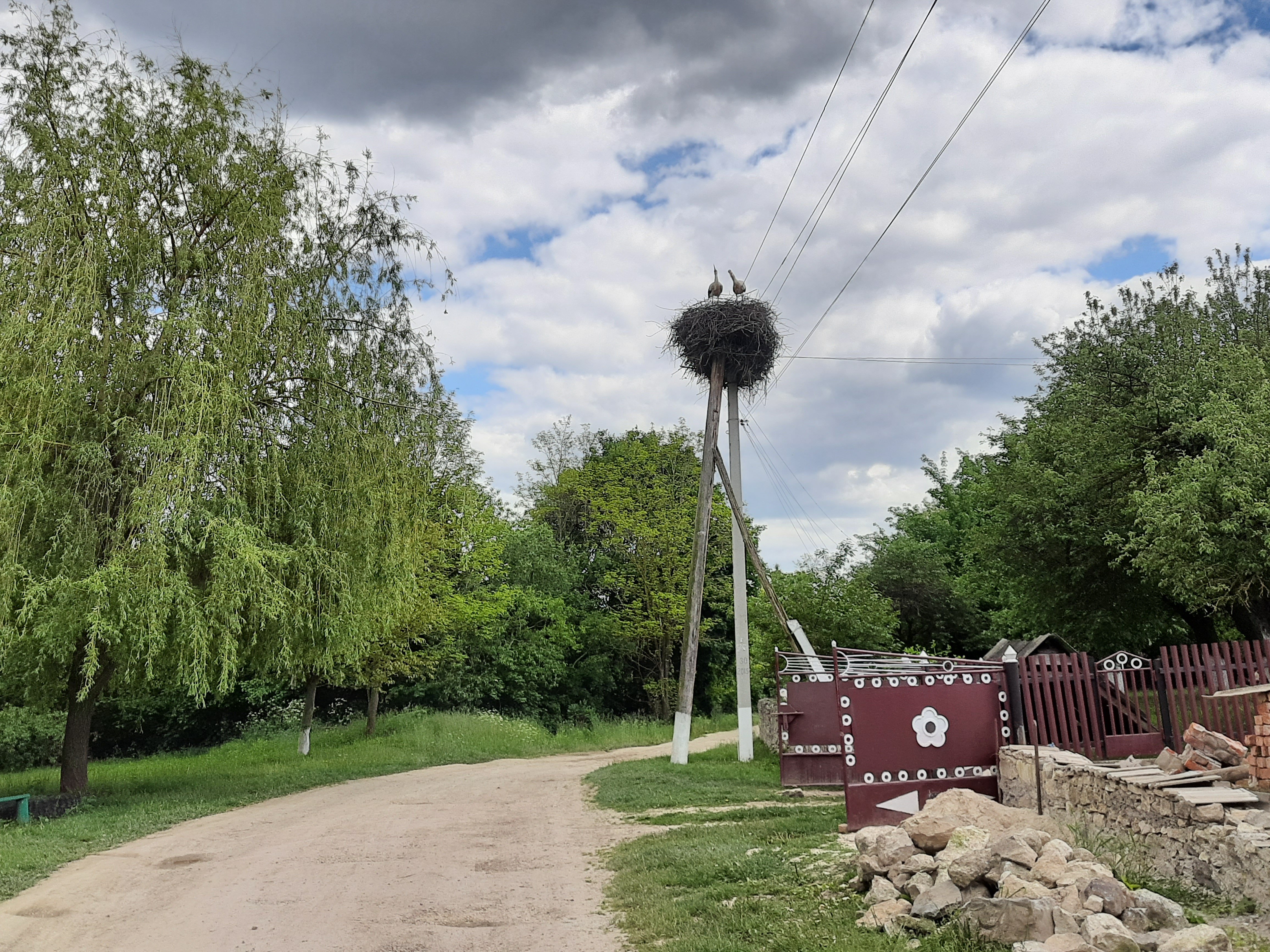
Сільська вулиця
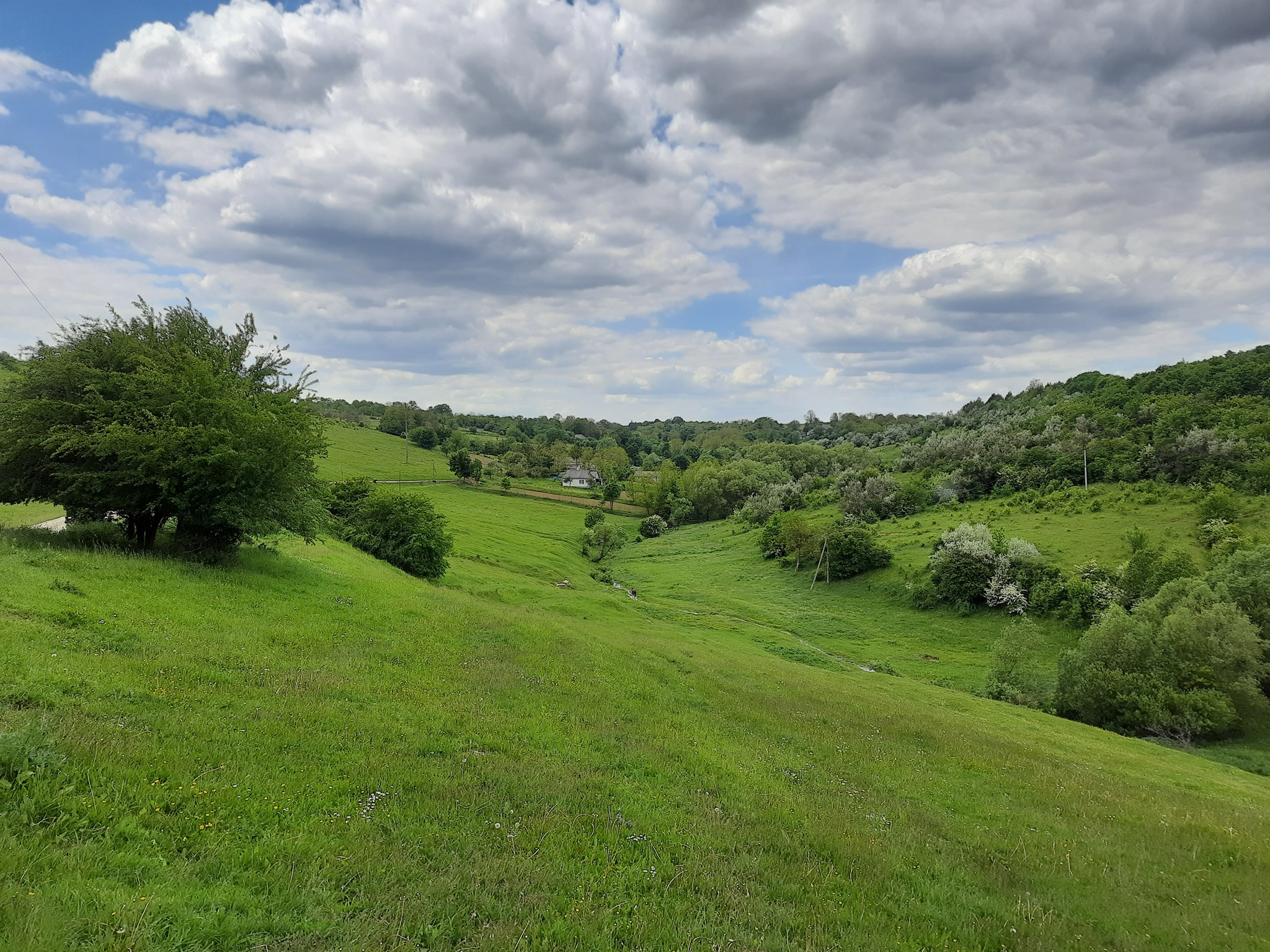
Краєвиди біля села